# Kees Okx

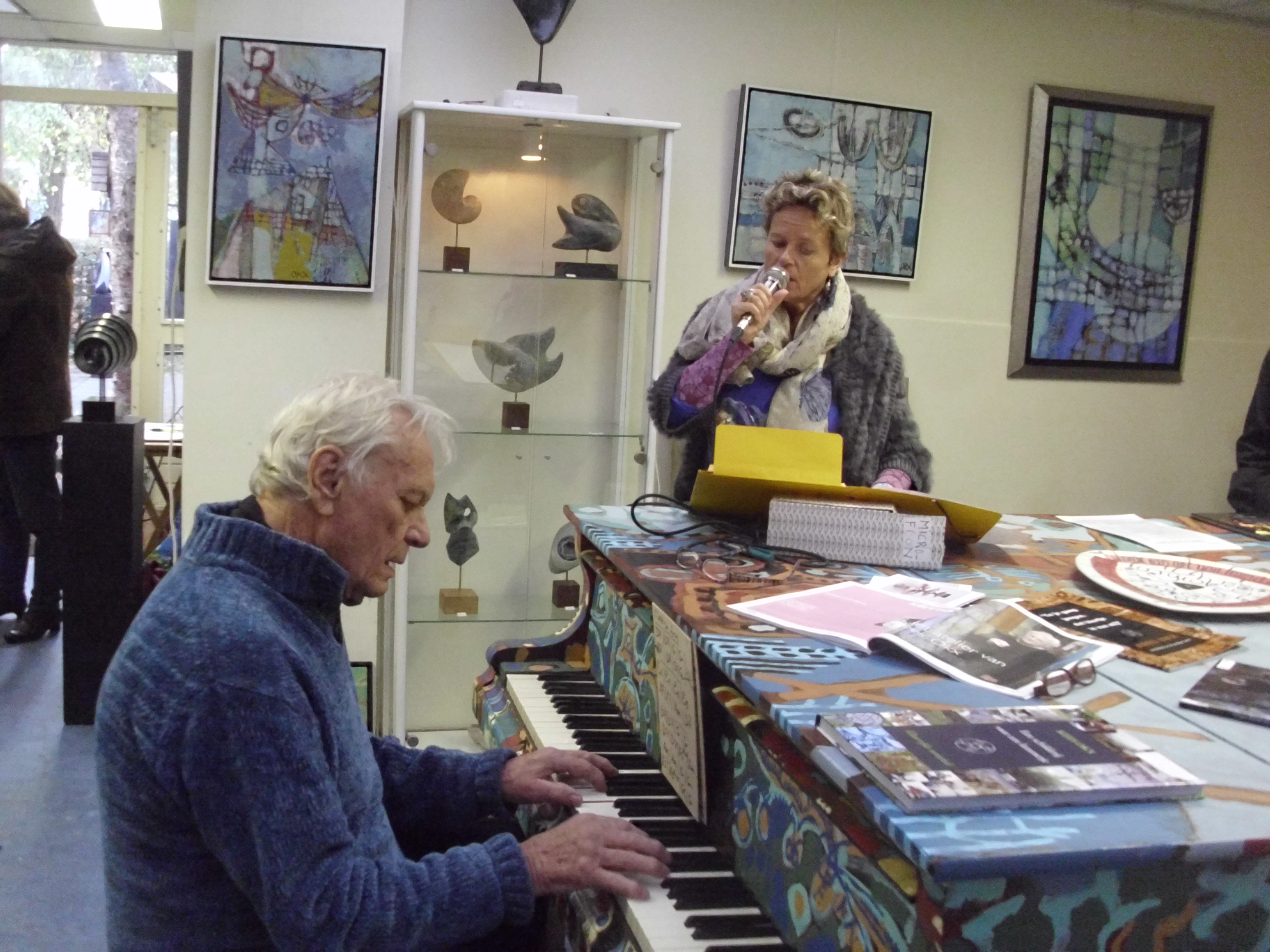
Kees en Eva Okx bij de expositie van Kees Okx en Helene van Dongen in Haarlem nov. 2013

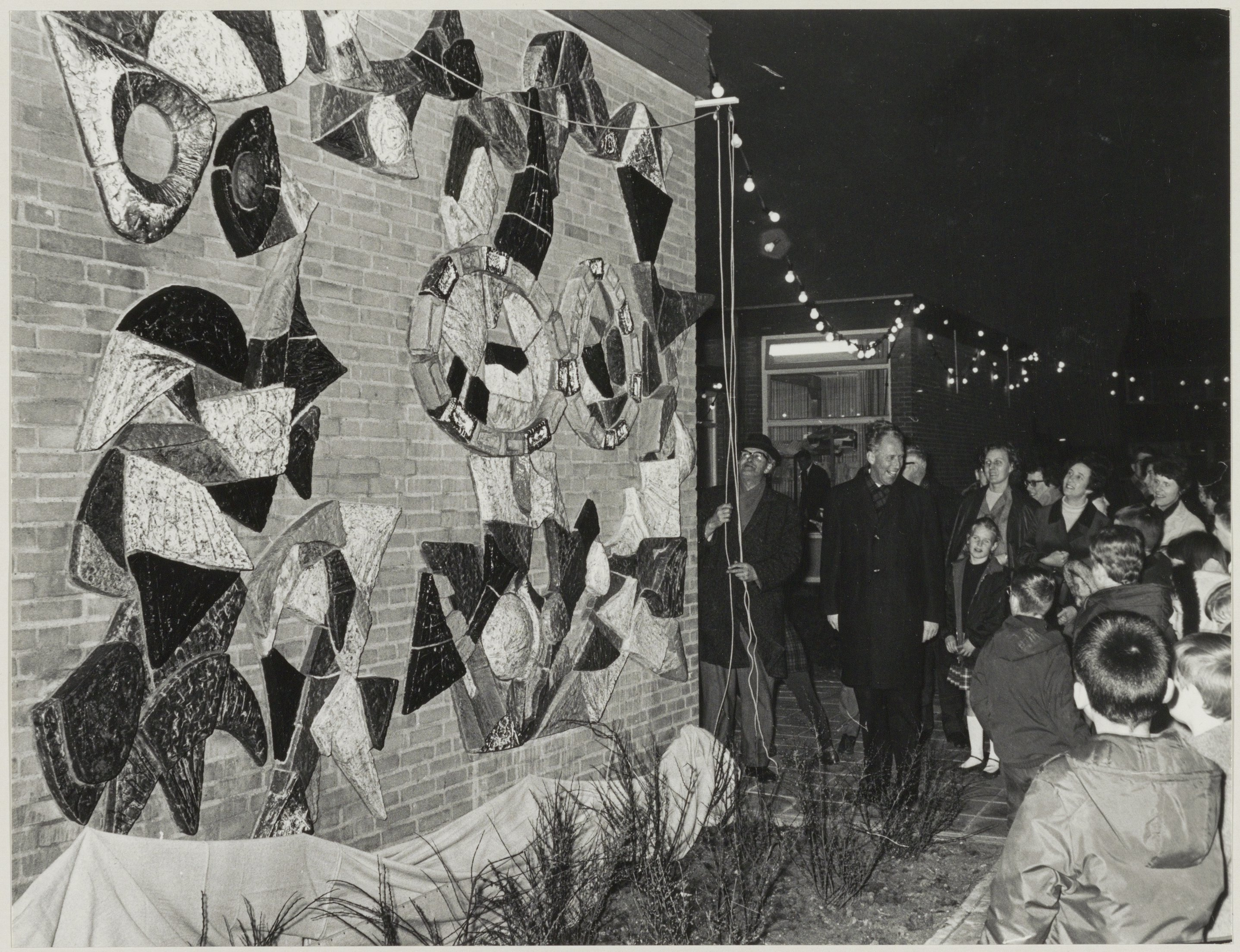
Keramische wand van Okx aan de John F. Kennedyschool in Haarlem (1967)

Cornelis "Kees" Okx (Haarlem, 25 april 1939 - Gintrac, 17 januari 2015) was een Nederlands graficus en kunstschilder.

## Loopbaan
Na zijn studie aan het Instituut voor Kunstnijverheidsonderwijs in Amsterdam emigreerde hij naar Frankrijk.
Okx wordt gerekend tot de 'Haarlemse Vijftigers' waar ook Poppe Damave, Anton Heyboer en Frans Verpoorten deel van uitmaakten. Hij heeft exposities gehad in onder andere het Stedelijk Museum Amsterdam.
De volgende musea hebben werken van Okx:
- Kunsthalle Bremen, Duitsland[2]
- Stedelijk Museum, Amsterdam
- Bibliothèque Nationale de France, Parijs, Frankrijk
- Nordjyllands Kunstmuseum, Aalborg, Denemarken
- Rijksmuseum Amsterdam

## Publicaties
De Frans-Tunesische schrijver/dicher Mustapha Chelbi schreef drie boeken over het werk van Okx: L'Effervescence d'être (1998), Les Traces du Temps (2002, met gedichten van Chelbi) en L'Homme du Signe (2003).
In eigen beheer gaf Kees Okx in 2010 het boek "Ga je gang jongen, dat biertje is van mij", met ls ondertitel 'Anekdotes uit de zestiger jaren', uit. In 2012 volgde 'Een Schilderij voor een Lammetje', kleurrijke vertelsels uit het leven van de schilder in Frankrijk en Nederland.

## Persoonlijk
Hij was zoon van Herdina Steijaart en metaalbewerker Christiaan Okx. Hijzelf trouwde met saxofoniste Marijke van den Bos. Dochter Eva Okx (1964) is ook kunstenaar; zij leidde haarzelf op in beeldhouwen en schilderen en een combinatie daarvan.
- Gemeinsame Normdatei: 1051533333
- International Standard Name Identifier: 0000 0001 0282 4503
- Nederlandse Thesaurus van Auteursnamen: 119427753
- RKD-Nederlands Instituut voor Kunstgeschiedenis: 60393
- Union List of Artist Names: 500160220
- Virtual International Authority File: 153513317
- WorldCat: E39PBJfCwdmWvchvHVKWJ7QQbd